# 大和町 (徳島市)
大和町（やまとちょう）は、徳島県徳島市の町名。渭東地区に属している。大和町一丁目から大和町二丁目まで存在する。郵便番号は〒770-0864。
- 人口：744人（2025年1月。徳島市の調査より）
- 世帯数：372世帯（同上）

## 地理
徳島市及び市街地の東部に位置し、吉野川下流デルタ地帯の一角をなす。東端を南北に徳島県道29号徳島環状線が通る。地内中央を南北と東西に市道が通り、2線が交差している。徳島藩政期は大工島と呼ばれ、安宅御役所に出入りする船大工の居住であった。安宅物と呼ばれた日用の木工品を作り続けた伝統を受け継ぎ、福島一丁目から二丁目・新南福島一丁目から二丁目と並んで、地場産業である木工業の中心地である。

## 歴史
元は大工島町と安宅町の一部であり、昭和17年に現在の町名になった。昭和41年に末広町の一部を編入。

## 施設
- 徳島地方気象台
- 徳島東工業高校五十周年記念館（旧徳島県立徳島東工業高等学校）
- 徳島県サッカー協会
- ローソン徳島大和町店
- スシロー徳島安宅店
- とば作末広店
- 元木小児科
- 戸田皮膚科医院
- 枝川クリニック
- 戎神社

## 交通

### 道路
都道府県道
- 徳島県道29号徳島環状線